# Le Secret de Lily Owens
Pour plus de détails, voir Fiche technique et Distribution.
Le Secret de Lily Owens (The Secret Life of Bees) est un film américain de Gina Prince-Bythewood sorti en 2008. Il s'agit d'une adaptation du roman de Sue Monk Kidd intitulé Le Secret des abeilles.

## Synopsis
En 1964, Lily, 14 ans, vit en Caroline du Sud avec son père, un homme brutal, et Rosaleen, sa nourrice noire. Le décès de sa mère dans d'obscures conditions la hante. Lorsque Rosaleen se fait molester par des Blancs, Lily décide de fuir avec elle cette vie de douleurs et de mensonges. Elles trouvent refuge chez les sœurs Boatwright, trois apicultrices tendres et généreuses dont l'emblème est une Vierge noire.

## Fiche technique
- Titre : Le Secret de Lily Owens
- Titre original : The Secret Life of Bees
- Réalisation : Gina Prince-Bythewood
- Scénario : Gina Prince-Bythewood, d'après le roman de Sue Monk Kidd, Le Secret des abeilles (The Secret Lige of Bees)
- Photographie : Rogier Stoffers
- Montage : Terilyn A. Shropshire
- Musique : Mark Isham
- Direction artistique : Warren Alan Young, William G. Davis et	Alan Hook
- Production : James Lassiter, Joe Pichirallo, Lauren Shuler Donner, Will Smith
- Costumes : Sandra Hernandez
- Pays de production :  États-Unis
- Genre : Comédie dramatique
- Durée : 110 minutes (Director's cut : 114 min)
- Année de production : 2008
- Année de sortie :
  -  Canada : 5 septembre 2008 (Festival international du film de Toronto)
  -  États-Unis : 6 octobre 2008 (Beverly Hills, Californie) (première)
- Distributeur : Twentieth Century Fox France

## Distribution
- Dakota Fanning (VF : Lutèce Ragueneau) : Lily Owens
- Queen Latifah (VF : Maïk Darah) : August Boatwright
- Jennifer Hudson (VF : Mbembo) : Rosaleen Daise
- Alicia Keys (VF : Géraldine Asselin) : June Boatwright
- Sophie Okonedo (VF : Solal Valentin) : May Boatwright
- Paul Bettany (VF : Patrick Osmond) : T. Ray Owens
- Hilarie Burton : Deborah Owens
- Tristan Wilds (VF : Diouc Koma) : Zach Taylor
- Nate Parker (VF : Sidney Kotto) : Neil
- Shondrella Avery : Greta
- Renee Ford Clark : Doll
- Sharon Conley : Violet
- Nicky Buggs : Cressie
- Jasmine Burke : Sugar Girl
- Emma Sage Bowman : Jeune Lily